# Asamblea de Lesbianas de Álava
La Asamblea de Lesbianas de Álava - Arabako Lesbianen Asanblada, también conocida como ALA-ALA por sus siglas en castellano y euskera, fue la primera asociación de mujeres lesbianas de Álava.

## Historia
Se fundó en 1994 en Vitoria con el objetivo, según sus estatutos, de promocionar actividades socioculturales relacionadas con las mujeres lesbianas. Esta asamblea se unió a los colectivos de lesbianas feministas de Euskadi surgidos en las capitales vascas y en Navarra a lo largo de la década de los 90, aunque desapareció entre los años 2000 y 2001.
En 1994, ALA-ALA llevó a cabo su primera acampada, a la que asistieron más de 400 personas provenientes de todo el país. En este encuentro, se realizaron talleres sobre política en los que se intentaba incorporar la perspectiva feminista. Además, tuvieron lugar actividades lúdicas como la risoterapia, colocando así al humor en una posición central y comprendida como una herramienta a través de la cual canalizar las denuncias.
El punto de partida de sus primeros debates y reflexiones fue la obra ‘La herejía lesbiana’, de la teórica feminista lesbiana Sheila Jeffreys, que parte de la tesis de que la lucha de las lesbianas está más relacionada con la opresión de las mujeres que con la reivindicación de los varones homosexuales. Posteriormente, se nutrieron de publicaciones procedentes de distintas partes geográficas, entre ellas del colectivo madrileño LSD (Lesbianas Sin Duda).
Durante la vida en activo de la asamblea, sus integrantes participaron en las fiestas reivindicativas del 28 de junio con motivo del Día Internacional del Orgullo LGBT en Álava.